# Jarmila Wolfeová

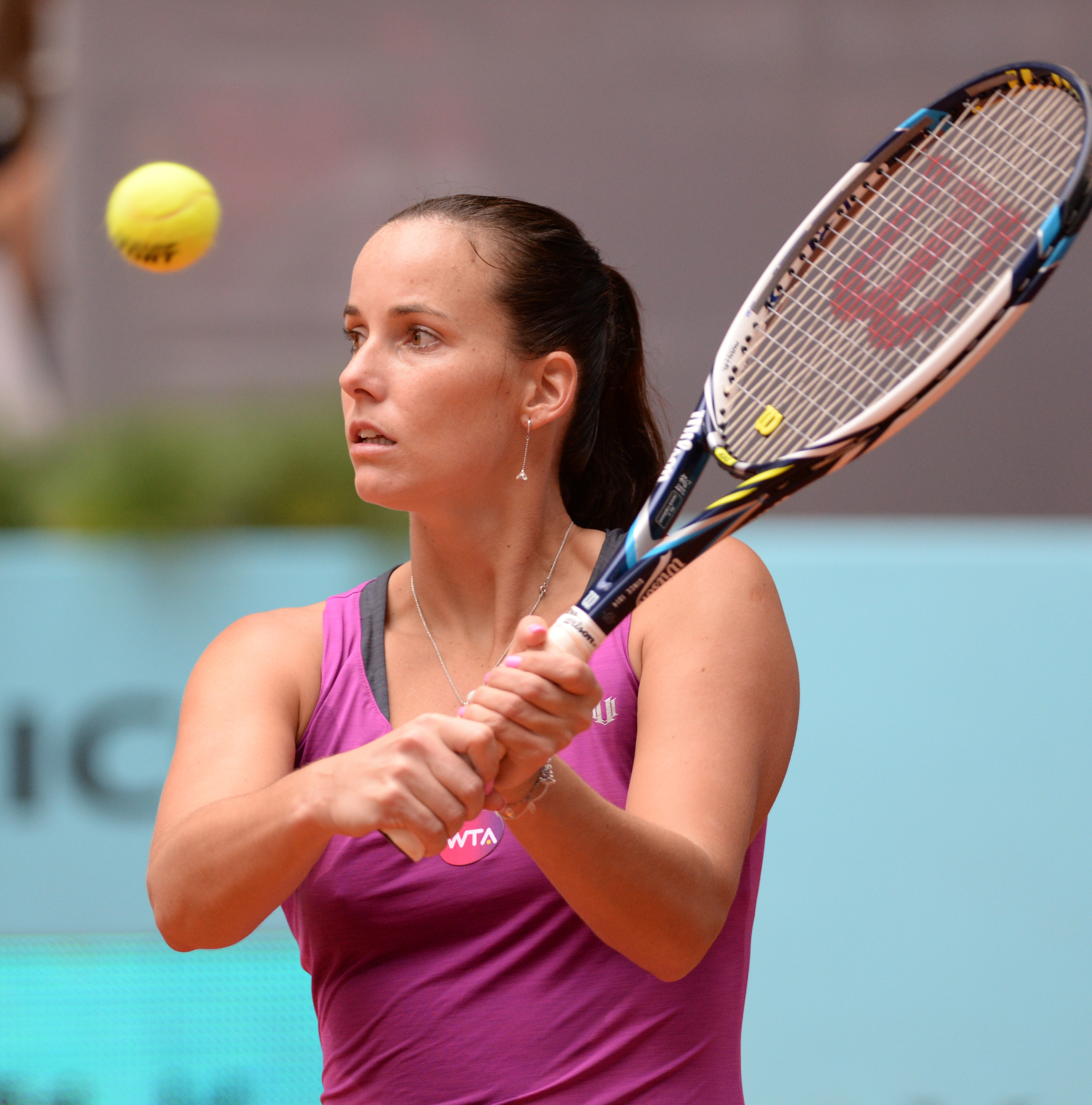
Během Mutua Madrid Open 2015

Jarmila Wolfeová, rozená Gajdošová, v letech 2009–2011 užívající příjmení Grothová, (* 26. dubna 1987 Bratislava) je bývalá australská profesionální tenistka, pohybující se na okruzích v letech 2005–2017. Před 23. listopadem 2009, kdy obdržela australské občanství, reprezentovala na profesionálním okruhu rodné Slovensko.
Na okruhu WTA Tour vyhrála dva turnaje ve dvouhře a jeden ve čtyřhře. V rámci okruhu ITF získala čtrnáct titulů ve dvouhře a deset ve čtyřhře.
Spolu s krajanem Matthew Ebdenem vyhrála smíšenou čtyřhru na Australian Open 2013, když ve finále porazili český pár František Čermák a Lucie Hradecká.
Na žebříčku WTA byla ve dvouhře nejvýše klasifikována v květnu 2011 na 25. místě a ve čtyřhře pak v srpnu 2012 na 34. místě. Trénoval ji Chris Johnstone.
Ve slovenském fedcupovém týmu debutovala v roce 2003 červencovým čtvrtfinálem Světové skupiny proti Belgii, v němž prohrála se spoluhráčkou Lubomírou Kurhajcovou čtyřhru. Jednalo se o její jediné utkání odehrané ve slovenských barvách. Za australské fedcupové družstvo poprvé nastoupila v hobartském čtvrtfinále Světové skupiny 2011 proti Itálii, v němž vyhrála nad Schiavoneovou a poté podlehla Pennettaové.V soutěži nastoupila k devíti mezistátním utkáním s bilancí 6–7 ve dvouhře a 0–3 ve čtyřhře.
Austrálii reprezentovala na Hrách XXX. olympiády v Londýně, kde nastoupila po boku Anastasie Rodionovové do ženské čtyřhry. V úvodním kole vypadly s šestou nasazenou ruskou dvojicí Jekatěrina Makarovová a Jelena Vesninová.

## Juniorská kariéra
Mezi juniorkami se probojovala do semifinále dvouhry dvou Grand Slamů ve Wimbledonu 2003, kde podlehla pozdější belgické vítězce Kirsten Flipkensové a na Australian Open 2004, kde nestačila na Češku Nicole Vaidišovovou. V Melbourne Parku si daný rok zahrála spolu se Šachar Pe'erovou také semifinále čtyřhry.
Společně s českou hráčkou Andreou Hlaváčkovou získaly turnajový triumf ve čtyřhře římského Italian Open 2003.

## Soukromý život
Narodila se roku 1987 v Bratislavě do rodiny inženýrů Jana a Jarmily Gajdošových. Matka zemřela v září 2012. Má staršího bratra Jana Gajdoše, který byl profesionálním lyžařem.
V únoru 2009 se vdala za australského tenistu Samuela Grotha. V dubnu 2011 došlo k odloučení manželského páru a tenistka se vrátila k dívčímu jménu Gajdošová, které bylo nadále používáno v oficiálních materiálech WTA. Od roku 2013 udržovala partnerský vztah s Australanem Adamem Wolfem, za něhož se v listopadu 2015 vdala v texaském Fort Worth a přijala také manželovo příjmení.

## Finále na Grand Slamu

### Smíšená čtyřhra: 1 (1–0)
| Stav    | Rok  | Turnaj          | Spoluhráč     | Soupeři ve finále               | Výsledek |
| Vítězka | 2013 | Australian Open | Matthew Ebden | Lucie Hradecká František Čermák | 6–3, 7–5 |

## Finálové účasti na turnajích WTA
| Legenda (do/od 2009)                            |
| ----------------------------------------------- |
| D – dvouhra; Č – čtyřhra                        |
| Grand Slam (0–0)                                |
| WTA Tour Championships (0–0)                    |
| Tier I / Premier Mandatory & Premier 5 (0–0)    |
| Tier II / Premier (0–1 Č)                       |
| Tier III, IV & V / International (2–0 D; 1–4 Č) |

### Dvouhra: 2 (2–0)
| Stav    | č. | datum          | turnaj            | povrch | soupeřka ve finále          | výsledek |
| ------- | -- | -------------- | ----------------- | ------ | --------------------------- | -------- |
| Vítězka | 1. | 19. září 2010  | Kanton, Čína      | tvrdý  | Alla Kudrjavcevová          | 6–1, 6–4 |
| Vítězka | 2. | 15. ledna 2011 | Hobart, Austrálie | tvrdý  | Bethanie Matteková-Sandsová | 6–4, 6–3 |

### Čtyřhra: 6 (1–5)
| Stav       | č. | datum             | turnaj                  | povrch | spoluhráčka         | soupeřky ve finále                   | výsledek          |
| ---------- | -- | ----------------- | ----------------------- | ------ | ------------------- | ------------------------------------ | ----------------- |
| Vítězka    | 1. | 26. dubna 2006    | Stockholm, Švédsko      | tvrdý  | Eva Birnerová       | Jen C’ Čeng Ťie                      | 0–6, 6–4, 6–2     |
| Finalistka | 1. | 24. února 2007    | Memphis, Spojené státy  | tvrdý  | Akiko Morigamiová   | Nicole Prattová Bryanne Stewartová   | 5–7, 6–4, [5–10]  |
| Finalistka | 2. | 17. července 2011 | Bad Gastein, Rakousko   | antuka | Julia Görgesová     | Eva Birnerová Lucie Hradecká         | 6–4, 2–6, [10–12] |
| Finalistka | 3. | 16. července 2012 | Stanford, Spojené státy | tvrdý  | Vania Kingová       | Marina Erakovicová Heather Watsonová | 5–7, 6–7(7–9)     |
| Finalistka | 4. | 22. září 2012     | Kanton, Čína            | tvrdý  | Monica Niculescuová | Tamarine Tanasugarnová Čang Šuaj     | 6–2, 2–6, [8–10]  |
| Finalistka | 5. | 16. ledna 2016    | Hobart, Austrálie       | tvrdý  | Kimberly Birrellová | Chan Sin-jün Christina McHaleová     | 3–6, 0–6          |

## Tituly na okruhu ITF

### Dvouhra (14)
| Č.  | datum             | turnaj                         | dotace    | povrch  | soupeřka ve finále  | výsledek           |
| --- | ----------------- | ------------------------------ | --------- | ------- | ------------------- | ------------------ |
| 1.  | 30. březen 2003   | Rabat, Maroko                  | 10 000 $  | antuka  | Astrid Waernesová   | 6-3, 6-0           |
| 2.  | 7. květen 2005    | Catania, Itálie                | 25 000 $  | antuka  | Ivana Abramovićová  | 6-3, 7-5           |
| 3.  | 10. červenec 2005 | Felixstowe, Spojené království | 25 000 $  | tráva   | Alla Kudrjavcevová  | 7-5, 6-1           |
| 4.  | 19. únor 2006     | Sydney, Austrálie              | 25 000 $  | tvrdý   | Sophie Fergusonová  | 6-4, 3-6, 7-6(3)   |
| 5.  | 26. únor 2006     | Gosford, Austrálie             | 25 000 $  | tvrdý   | Čan Jung-žan        | 6-3, 3-0skreč      |
| 6.  | 19. březen 2006   | Canberra, Austrálie            | 25 000 $  | antuka  | Monique Adamczaková | 7-6(5), 6-2        |
| 7.  | 23. červenec 2006 | Vittel, Francie                | 50 000 $  | antuka  | Olivia Sanchezová   | 6-4, 6-0           |
| 8.  | 4. květen 2008    | Kimčchon, Jižní Korea          | 25 000 $  | tvrdý   | Lu Ťing-ťing        | 6-3, 6-2           |
| 9.  | 21. září 2008     | Kawana, Austrálie              | 25 000 $  | tvrdý   | Isabella Hollandová | 7-5, 6-4           |
| 10. | 12. říjen 2008    | Traralgon, Austrálie           | 25 000 $  | tvrdý   | Melanie Southová    | 6-3, 3-6, 6-1      |
| 11. | 26. říjen 2008    | Tchaj-pej, Tchaj-wan           | 100 000 $ | koberec | Corinna Dentoniová  | 4-6, 6-4, 6-1      |
| 12. | 7. března 2010    | Sydney, Austrálie              | 25 000 $  | tvrdý   | Jurika Semaová      | 6–3 6–3            |
| 13. | 15. června 2014   | Nottingham, Spojené království | 50 000 $  | tráva   | Timea Bacsinszká    | 6–2, 6–2           |
| 14. | 3. srpna 2014     | Vancouver, Kanada              | 100 000 $ | tvrdý   | Lesja Curenková     | 3–6, 6–2, 7–6(7–3) |

### Čtyřhra (10)
| Č.  | datum           | turnaj                         | dotace   | povrch | spoluhráčka          | soupeřky ve finále                           | výsledek         |
| --- | --------------- | ------------------------------ | -------- | ------ | -------------------- | -------------------------------------------- | ---------------- |
| 1.  | 16. duben 2006  | Patras, Řecko                  | 25 000 $ | tvrdý  | Ch. Horiatopoulosová | Mervana Jugićová-Salkićová Jana Levčenková   | 6-1, 6-4         |
| 2.  | 16. duben 2006  | Prostějov, Česko               | 75 000 $ | antuka | Akiko Morigamiová    | Līga Dekmeijereová Alicja Rosolská           | 6-3, 7-6(3)      |
| 3.  | 6. srpen 2006   | Baden-Baden, Německo           | 50 000 $ | antuka | Frederica Piedadeová | Libuše Průšová Barbora Záhlavová-Strýcová    | 7-5, 4-6, 7-6(6) |
| 4.  | 27. duben 2008  | Inčchon, Jižní Korea           | 25 000 $ | tvrdý  | Čchin-wej Čchanová   | Kyung-mi Changová Jin-a Leeová               | 1-6, 6-1, 10-5   |
| 5.  | 4. květen 2008  | Kimčchon, Jižní Korea          | 25 000 $ | tvrdý  | Čchin-wej Čchanová   | Yoon-jeong Choová Jin-hee Kimová             | 6-2, 6-0         |
| 6.  | 27. ledna 2014  | Burnie, Austrálie              | 50 000 $ | tvrdý  | Storm Sandersová     | Eri Hozumiová Miki Mijamurová                | 6–4, 6–4         |
| 7.  | 28. dubna 2014  | Gifu, Japonsko                 | 75 000 $ | tvrdý  | Arina Rodionovová    | Misaki Doiová Šu-jing Sie                    | 6–3 6–3          |
| 8.  | 12. května 2014 | Kurume, Japonsko               | 50 000 $ | tráva  | Arina Rodionovová    | Džunri Namigatová Akiko Jonemurová           | 6–4 6–2          |
| 9.  | 15. června 2014 | Nottingham, Spojené království | 50 000 $ | tráva  | Arina Rodionovová    | Verónica Cepedeová Roygová Stephanie Vogtová | 7–6(7–0), 6–1    |
| 10. | 9. dubna 2016   | Jackson, Spojené státy         | 25 000 $ | antuka | Sharon Fichmanová    | Yuki Kristina Chiangová Lauren Herringová    | 6–2, 6–3         |

## Postavení na konečném žebříčku WTA

### Dvouhra
| Rok    | 2003 | 2004   | 2005   | 2006  | 2007   | 2008  | 2009   | 2010  | 2011  | 2012   | 2013   | 2014  | 2015   | 2016   |
| Pořadí | 197. | ▼ 217. | ▲ 145. | ▲ 71. | ▼ 145. | ▲ 98. | ▼ 112. | ▲ 42. | ▲ 33. | ▼ 180. | ▼ 232. | ▲ 71. | ▼ 102. | ▼ 621. |

### Čtyřhra
| Rok    | 2003 | 2004 | 2005   | 2006  | 2007  | 2008   | 2009   | 2010   | 2011  | 2012  | 2013   | 2014  | 2015   | 2016   |
| Pořadí | 632. | ▼ —  | ▲ 303. | ▲ 69. | ▼ 70. | ▼ 314. | ▼ 449. | ▲ 173. | ▲ 41. | ▼ 42. | ▼ 234. | ▲ 41. | ▼ 140. | ▼ 254. |